# Naturalismo (teatro)

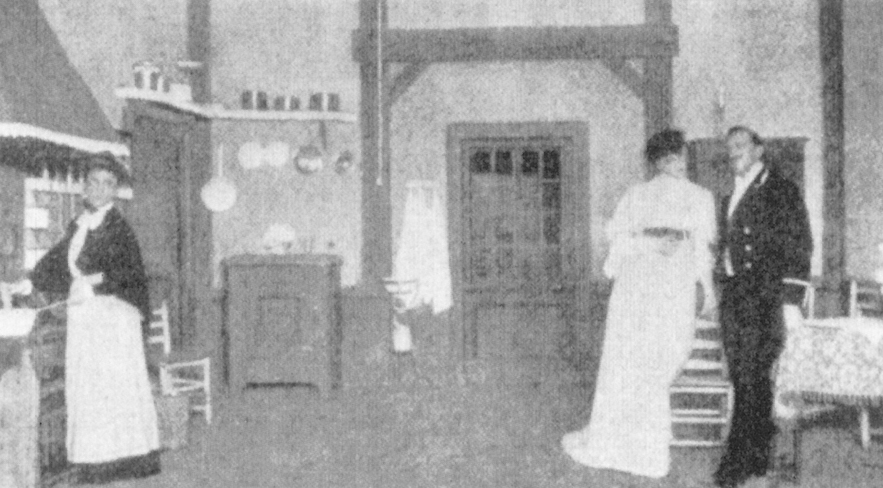
Una produzione al Teatro del Popolo di Stoccolma, nel 1906, del dramma naturalistico di August Strindberg, La signorina Julie.

Il naturalismo fu un movimento artistico europeo che interessò arte, letteratura e teatro. Nel teatro si sviluppò tra il tardo XIX secolo e gli inizi del XX. Intendeva creare l'illusione della realtà attraverso una serie di strategie drammatiche e teatrali. L'interesse verso il naturalismo fiorì soprattutto nei drammaturghi francesi del tempo, ma l'esempio di maggior successo è un lavoro di August Strindberg, La signorina Julie, scritto con l'intenzione di rispettare sia la sua particolare versione del naturalismo, che quella descritta dal romanziere francese e teorico della letteratura, Émile Zola.
La definizione di Zola di naturalismo era la nuova formula. I tre principi primari del naturalismo erano (rendere vero, rendere grande e rendere semplice). Il loro scopo era essere realistici e il risultato un attento studio del comportamento umano e della sua psicologia. I personaggi dovevano essere carnali e sanguigni; la loro motivazione e le loro azioni dovevano essere messe a nudo nella loro ereditarietà e nell'ambiente. La presentazione di un lavoro naturalistico, in termini di impostazione e prestazioni, doveva essere realistico e non appariscente o teatrale. L'unica scena in cui si svolge l'azione di Miss Julie, per esempio, è una cucina. In secondo luogo, i conflitti presenti nell'opera dovevano essere problemi significativi - di un significato che altera la vita - e non piccoli o insignificanti. In terzo luogo, il lavoro doveva essere semplice - non infarcito di sotto trame complicate o lunghe esposizioni.
Le idee darwiniane pervadono i lavori naturalistici, in particolare nel determinare l'influenza dell'ambiente sul personaggio e come motivazione del suo comportamento. Il naturalismo sottolinea le forme quotidiane di discorso, di plausibilità nella scrittura, (niente fantasmi, spiriti o divinità che intervengono nell'azione umana), una scelta dei soggetti che operano in periodi di tempo contemporanei e ragionevoli (non luoghi esotici, ultraterreni o fantastici, né storici o mitici); un ampliamento della gamma sociale dei personaggi ritratti (non solo la nobiltà del dramma classico, includendo la borghesia e la classe operaia tra i protagonisti) e i conflitti sociali; uno stile di recitazione che tenta di ricreare l'impressione della realtà.
Il naturalismo venne esplicitamente invocato per primo da Émile Zola che nel 1881 pubblica "Le Naturalisme au Théâtre: les Théories et les Exemples". Egli era anche critico teatrale e nei relativi capitoli di questo saggio auspica che i criteri del Naturalismo vengano applicati alla sceneggiatura, alla scenografia, ai costumi e alla recitazione. L'opera comprende inoltre il divertente capitolo "La Critique et le Public". "È un libro fondamentale per gli amanti del Teatro, a tratti appassionatamente polemico, scritto con verve e ironia." (Stefano Gargano).

## Influenze
Gli scrittori naturalistici furono influenzati dalla teoria dell'evoluzione di Charles Darwin. Essi credevano che le radici e l'ambiente sociale determinano il carattere. Mentre il realismo cerca soltanto di descrivere i soggetti come sono in realtà, il naturalismo cerca anche di stabilire "scientificamente" le forze sottostanti (vale a dire l'ambiente o eredità) che influenzano le azioni delle persone. Le opere naturalistiche si oppongono al romanticismo, in cui i soggetti possono ricevere un trattamento altamente simbolico, idealista o addirittura soprannaturale. Esse includono spesso oggetti rozzi o sordidi; per esempio, nelle opere di Émile Zola c'è una franchezza sulla descrizione della sessualità commista a un pessimismo dilagante. Le opere naturalistiche evidenziano la durezza oscura della vita, compresa la povertà, il razzismo, il sesso, il pregiudizio, la malattia, la prostituzione e la sporcizia. Di conseguenza, gli scrittori naturalistici sono stati spesso criticati per essere troppo bruschi.

## Opere teatrali naturaliste
- Un amaro destino (in russo Горькая судьбина? Gor’kaâ sud’bina) di Aleksej Feofilaktovič Pisemskij (1859)
- Casa di bambola (in danese: Et dukkehjem) di Henrik Ibsen (1879)
- I corvi (in francese: Les Corbeaux) di Henry Becque (1882)
- Cavalleria rusticana di Giovanni Verga (1884)
- La potenza delle tenebre (in russo Власть тьмы?, Vlast' t'my) di Lev Tolstoj (1886)
- Il padre (in svedese: Fadren) di August Strindberg (1887)
- Tristi amori di Giuseppe Giacosa (1887)
- La signorina Julie (in svedese: Fröken Julie)  di August Strindberg (1888)
- Creditori (in svedese: Fordringsägare) di August Strindberg (1889)
- I tessitori (in tedesco: Die Weber, in slesiano: De Waber) di Gerhart Hauptmann (1892)
- Il vetturale Henschel (in tedesco: Führmann Henschell) (1898)
- Come le foglie di Giuseppe Giacosa (1900)
- Il giardino dei ciliegi (in russo Вишнёвый сад?, Višnëvyj sad) di Anton Čechov (1904)